# Hillsdale (Nueva York)
Hillsdale es un pueblo ubicado en el condado de Columbia en el estado estadounidense de Nueva York. En el año 2000 tenía una población de 1.744 habitantes y una densidad poblacional de 14.1 personas por km².

## Historia
El pueblo fue establecido en 1788.

## Geografía
Hillsdale se encuentra ubicado en las coordenadas 42°13′37″N 73°32′13″O / 42.22694, -73.53694.

## Demografía
Según la Oficina del Censo en 2000 los ingresos medios por hogar en la localidad eran de $40,156, y los ingresos medios por familia eran $46,250. Los hombres tenían unos ingresos medios de $30,893 frente a los $25,694 para las mujeres. La renta per cápita para la localidad era de $27,186. Alrededor del 8.3% de la población estaban por debajo del umbral de pobreza.